# Aiguille du Grand Fond
L'Aiguille du Grand Fond (2.920 m s.l.m.) è una montagna delle Alpi del Beaufortain nelle Alpi Graie. Si trova nella Savoia.
Nei pressi del monte si trova il Refuge de Presset (2.514 m).